# Cơ giới hóa chiến tranh
Cơ giới hóa chiến tranh là quá trình ứng dụng và phổ biến rộng rãi việc sử dụng máy móc trong lĩnh vực quân sự, đem đến hiệu quả vượt trội trong tác chiến và làm gia tăng khủng khiếp mức độ tàn phá của chiến tranh.

## Các vấn đề hạn chế của quân sự thiếu tính cơ giới
Vào thế kỷ thứ 10, thuốc súng đã được sử dụng ở Trung Hoa, dưới thời Nhà Tống, sau đó du nhập về hướng tây, đến thế kỷ 14, thuốc súng được sử dụng rộng rãi ở châu Âu. Việc ứng dụng thuốc súng đã làm thay đổi diện mạo của chiến tranh, sức mạnh của thuốc súng đã phá vỡ các pháo đài, đánh bại các kị binh hạng nặng, làm đảo lộn tất cả cách thức tiến hành chiến tranh của châu Âu. Những khẩu pháo được kéo bằng ngựa đã chứng minh ưu thế vượt trội của pháo binh trên chiến trường.
Sự ứng dụng của pháo binh đã góp phần gia tăng khả năng chiến thắng trong chiến tranh nhưng thời gian đầu việc xây dựng pháo binh không hề đơn giản. Quá trình đó vô cùng tốn kém và không phải lúc nào cũng hiệu quả. Để sử dụng hỏa lực mạnh cần những khẩu pháo hạng nặng, nhưng pháo nặng cần rất nhiều ngựa kéo, cồng kềnh rất khó xoay xở trên chiến trường, thường chậm chạp trong các cuộc hành quân có yêu cầu tốc chiến tốc thắng. Một khẩu pháo thường cần rất nhiều lính pháo binh và rất nhiều lính bảo vệ đi kèm. Đôi khi rất dễ tổn thương nếu rơi lại phía sau khi di chuyển trong một cuộc hành quân.
Pháo binh thuở ban đầu không chỉ có các vấn đề về vận chuyển mà cả vấn đề về hỏa lực. Khi bao vây thành Contanstinople năm 1453, quân Thổ Nhĩ Kỳ có thể bắn đạn đại bác nặng 800 cân đi xa 1 dặm Anh (1 dặm Anh = 1.609 m), nhịp tác xạ là 7 phát 1 ngày. Năm 1650, một khẩu đại bác bắn đạn nặng 9 cân có tầm bắn 175 yard (1 yard = 0,9144 mét). Đến 1850, ở Anh, một khẩu đại bác nòng trơ bắn đạn 9 cân có tầm bắn chỉ có 300 yard. Cho đến thế kỷ 18, ở một số nước châu Âu vẫn xem đại bác như một loại vũ khí phụ và ít quan tâm xây dựng pháo binh. Đến khi Napoleon chinh phạt châu Âu, ông từng nói rằng: "chính pháo binh tạo ra chiến thắng". Stalin, nhà lãnh đạo Liên Xô cũng từng nhận định: "pháo binh là hung thần của chiến tranh".
Nhưng phần lớn các nước châu Âu trong một thời gian dài rẻ khinh pháo binh không phải không có lý do. Pháo binh lúc đó rất chậm chạp trong việc nạp đạn, tác xạ không chính xác và tầm tác xạ hạn chế. Không chỉ đại bác mà cả súng cầm tay cũng có những vấn đề tương tự về tốc độ, khoảng cách và sự chính xác. Việc nạp đạn của một cây súng hỏa mai đòi hỏi cỡ 60 động tác khác nhau, thường do nhiều người làm, và rồi tác xạ không chính xác đến nỗi chỉ một tỉ lệ nhỏ của số đạn bắn ra là trúng đích loại được một người. Còn đối với đại bác cần có nhiều người hơn, đơn thuần chỉ là vận chuyển, việc nạp đạn cũng là một nỗ lực lớn của một tập thể lính pháo binh, nhưng thông thường ít khi bắn trúng mục tiêu và việc có khả năng bắn trúng một đội hình quân địch cũng chỉ loại khoảng hai mươi người.
Đối với phương tiện di chuyển, bao gồm phương tiện kéo pháo thì có những vấn đề tương tự. Mãi đến năm 1899, trong cuộc chiến tranh Boer, người ta còn phải dùng tới 32 con bò để kéo một khẩu pháo có nòng 5 inchs. Khả năng di chuyển chậm chạp đã giới hạn khả năng sử dụng pháo binh trong chiến tranh.

## Các phương diện cơ giới hóa

### Cơ giới hóa vũ khí
Đến thời đại công nghiệp, kỹ thuật quân sự gia tăng nhanh chóng. Năm 1850, với đội hình bộ binh ô vuông 1.000 lính, khả năng bắn 1.000 phát đạn mất 1 phút, tầm xa 2.200 m. Đến năm 1866, là 2.000 phát, tầm xa 2.700 m. Đối với kiểu súng trường 1886 là 6.000 phát và tầm xa 3.800 m. Các khẩu súng máy năm 1913 là 10.000 phát, tầm xa 4.400 m. Như vậy trong 63 năm từ 1850 đến 1913, độ nhanh hỏa lực tăng 10 lần, tầm tác xạ rộng lớn hơn. Khi xem xét và so sánh điều này trong khoảng thời gian 1913 đến 1938, sự phát triển đó còn rõ rệt hơn giai đoạn 1550 đến 1850. Đến chiến tranh thế giới I, sự sử dụng phổ biến của súng máy có thể làm cỏ bộ binh bất kể các cuộc tấn công đông đảo thế nào, chính vì vậy, chiến tranh mau chóng đi vào hình thái chiến hào. Ngày nay, khẩu súng nhanh nhất được chế tạo là của Hãng Metal Storm có khả năng bắn 1 triệu viên đạn trong 1 phút.
Vào giữa thế kỷ 16, tầm tác xạ của một khẩu đại bác cỡ nhỏ cầm tay là 100 yard, 1 phát trong 2 phút là nhịp tác xạ tốt nhất khả đĩ đạt được, nhưng đến chiến tranh thế giới I trọng pháo đã có thể bắn xa 76 dặm (ngoại lệ, một số khẩu đại bác 18,4 inch của Quân đội Đế quốc Đức có thể bắn xa hơn). Đến chiến tranh thế giới II việc sử dụng pháo nặng đã vượt trội khi gắn trên máy bay và tầm hoạt động của các loại máy bay này đã vươn xa trong bán kính 1.500 dặm.
Như vậy, sự phát triển của kỹ thuật đã thúc đẩy khả năng tấn công của một đạo quân cách nay 200 năm chỉ trong vài dặm đã gia tăng 76 dặm trong cùng một khoảng thời gian, và ngày nay, khoảng cách đó là vô hạn với sự sử dụng của hàng không mẫu hạm và tên lửa liên lục địa. Bên cạnh sự tăng tiến của việc cải thiện khoảng cách tấn công, những thứ vũ khí mới hơn được sử dụng, điển hình là bom, một quả bom ném từ máy bay có thể sát hại hàng trăm người.
Việc cơ giới hóa vũ khí qua hàng thế kỷ tập trung trước hết vào việc cải tiến chất lượng vũ khí bộ binh và pháo binh. Thời đại công nghiệp với khả năng sản xuất, gia công đều do máy móc thực hiện khiến súng cầm tay và đại bác đều cải thiện. Vũ khí nhẹ hơn, vật liệu bền hơn, đại bác từ đồng chuyển sang thép với khả năng chịu nhiệt khi bắn cao hơn. Vũ khí do máy móc làm và bản thân chúng cũng là một loại máy móc. Khác xa với những khẩu súng giản đơn thuở ban đầu, những khẩu súng hiện đại có khả năng bắn tự động với tốc độ cao chưa từng thấy.

### Cơ giới hóa vận tải

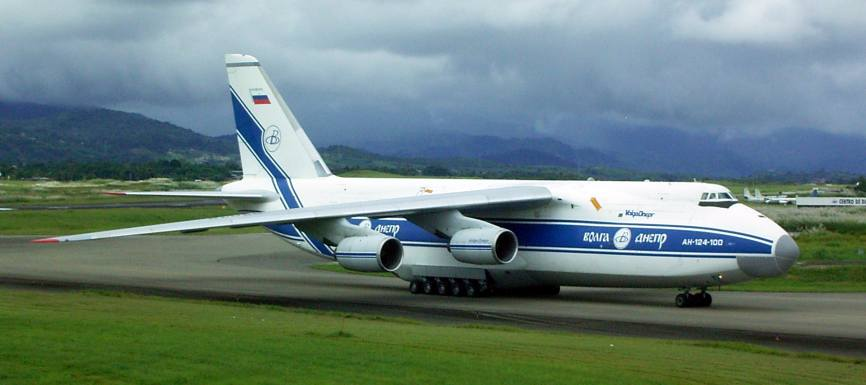
Antonov An-124

Cơ giới hóa còn tập trung vào phương tiện vận tải. Phương tiện di chuyển phổ biến trong nhiều thế kỷ là ngựa và thuyền buồm. Vào khoảng năm 1900, tàu hỏa đã tăng tốc di chuyển trên bộ lên 65 dặm/giờ, với khả năng mang theo tải trọng vượt xa một đoàn ngựa thồ. Tàu thủy động cơ hơi nước đã tăng tốc di chuyển đường biển lên 36 dặm/giờ, gấp 3 lần vận tốc trước đây của các phương tiện đi biển dùng sức gió. Ngày nay, các loại máy bay chiến đấu như XB-70 Valkyrie đã có thể vượt tốc độ 3.219 km/h, những kiểu mẫu máy bay vận tải hàng hóa như An-124 Ruslan có thể tải 120 tấn hàng hóa.
Sự ra đời của các phương tiện di chuyển kiểu mới, xe cộ chạy động cơ đã giúp kéo những khẩu pháo nặng di chuyển với tốc độ nhanh hơn, có thể tấn công và rút lui mau chóng từ những khoảng cách xa, góp phần làm gia tăng tử thương của quân địch, góp phần vào chiến thắng nhanh chóng trên chiến trường. Sự ra đời và phát triển của máy bay còn thúc đẩy khả năng vận tải lên một mức mới. Khi chúng ứng dụng vào quân sự thì binh lính và vũ khí được vận chuyển nhiều hơn, tác chiến mau chóng trong một khoảng cách rất xa. Ngày nay, quân đội Mỹ có thể phản ứng quân sự nhanh chóng đối với bất cứ khu vực đe dọa nào trên khắp thế giới. Còn lực lượng dù Nga có thể triển khai hàng chục ngàn lính đến bất cứ nơi nào trên Trái Đất chỉ trong 48 giờ.

## Nền tảng của cơ giới hóa chiến tranh

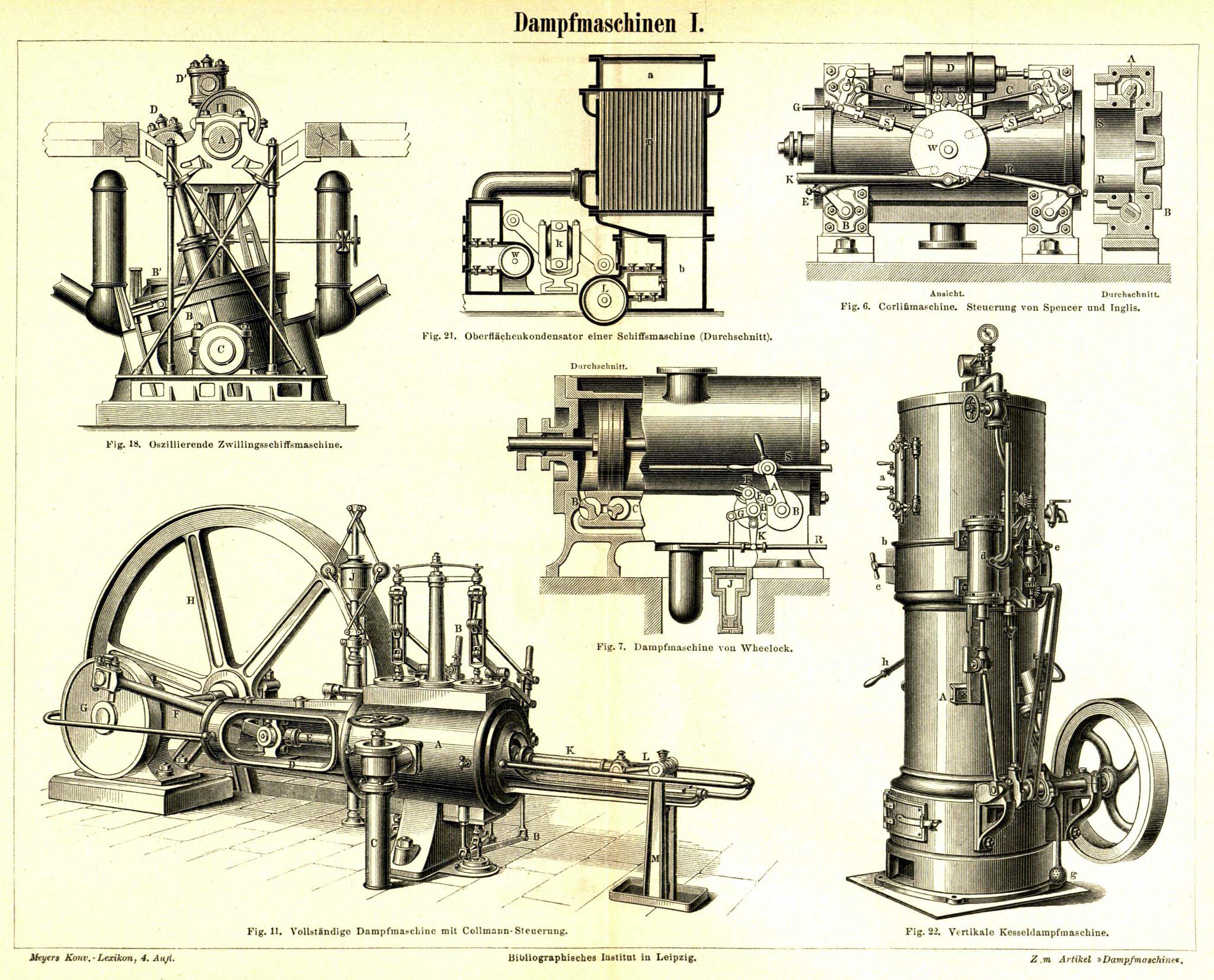
Máy móc đã thúc đẩy sản xuất xã hội

Khi phân tích cơ giới hóa chiến tranh ảnh hưởng như thế nào đối với lĩnh vực quân sự và chính trị thế giới hiện đại sẽ không đầy đủ nếu không phân tích cơ giới hóa sản xuất kinh tế - xã hội. Cơ giới hóa chiến tranh chỉ là một phần của cơ giới hóa toàn bộ xã hội loài người, trước hết tập trung trên lĩnh vực sản xuất kinh tế.
Nguồn năng lượng cung cấp không phải từ sức người mà từ than đá, nước và dầu dưới hoạt động của động cơ hơi nước, máy turbine, máy điện,...đã tăng gấp bội lần sản xuất của xã hội loài người. Giáo sư James Fairgrieve đã mô tả sự đóng góp của than đá ở Anh Quốc như sau: "...người ta đã ước tính là riêng than đá dùng trong các nhà máy của chúng ta cũng bằng một năng lượng tương đương với 175 triệu người làm việc cực nhọc và với một năng suất mà con người không sao cung cấp nổi...Cứ so sánh với năng lượng cung cấp cho máy để làm chuyển động mọi vật bằng phương tiện thuần túy cơ giới thì năng lượng tay chân do khoảng dưới 20 triệu người đàn ông và đàn bà cung cấp thật ra không đáng kể mấy."
Trước thời đại công nghiệp (thế kỷ 19), chiến tranh ở châu Âu chưa bao giờ đặt vào mức tổng lực. Xã hội với khả năng sản xuất hạn chế không thể cán đán cho một cuộc chiến quá lớn và kéo dài, càng không thể đưa đông đảo đàn ông vào quân đội mà không cân nhắc các vấn đề thiếu hụt nguồn lực lao động sản xuất dân sự thông thường. Nguồn lực vật chất sẽ không đủ cho xã hội chứ chưa nói tới nhu cầu chiến tranh. Tuy vậy, đến thế kỷ 19 điều đó hoàn toàn khác. Sự phát triển kinh tế vượt trội của thời đại công nghiệp mà máy móc mang lại đã góp phần gia tăng nguồn lực khổng lồ của xã hội về vật chất. Khả năng đó là nền tảng mạnh mẽ cho các nước châu Âu trong việc tiến hành chiến tranh. Với khả năng sản xuất to lớn do máy móc mang lại, chúng giải phóng sức sản xuất của con người. Và hai hệ quả rõ rệt là nguồn của cải vật chất gia tăng, đồng thời số lượng lớn đàn ông được đưa vào quân đội mà không ảnh hưởng sản xuất xã hội. Chính cơ giới hóa sản xuất kinh tế đã đưa các quốc gia châu Âu dễ dàng lao vào chiến tranh tổng lực và đặt nền chính trị trong một sự cân nhắc kỹ lưỡng đối với hậu quả tàn khốc dữ dội của chiến tranh.

## Ảnh hưởng của cơ giới hóa chiến tranh
Vào năm 1870, bùng nổ cuộc chiến tranh Pháp-Phổ, đây là cuộc chiến tranh quy mô lớn đầu tiên trong lịch sử sử dụng tàu hỏa để vận chuyển binh lính và vũ khí. Với phương tiện nhanh chóng trên bộ này, đã cho phe Phổ và các đồng minh Bắc Đức lợi thế chiến lược hơn so với Pháp và góp phần đánh bại Pháp. Mặc dù sử dụng tàu hỏa đã diễn ra trong thời gian thống nhất miền Bắc nước Đức nhưng cuộc chiến tranh này có quy mô hơn nhiều. Đồng thời đánh dấu sự vượt trội của quá trình công nghiệp hóa ở Đức so với Pháp.

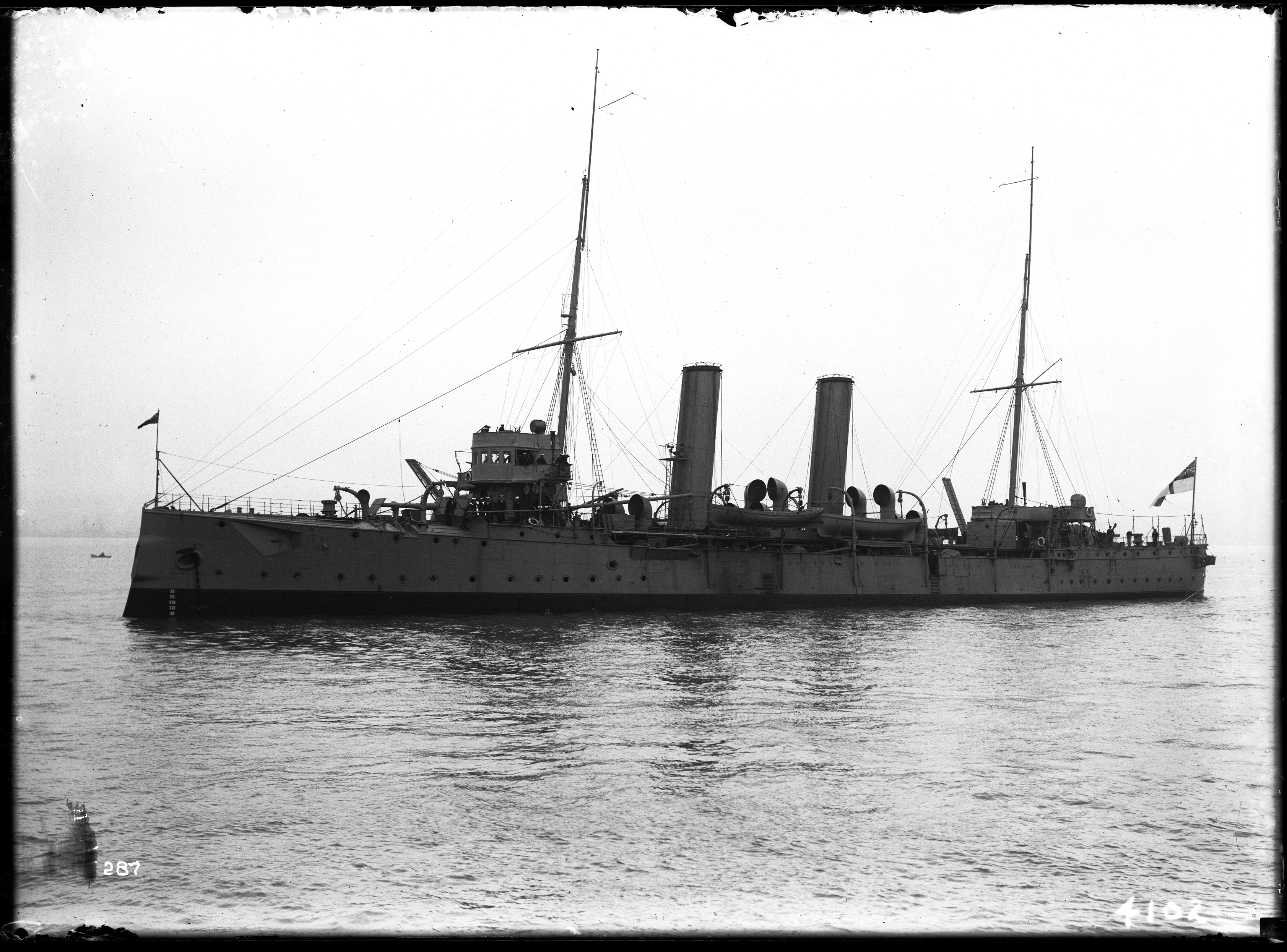
Tàu chiến của thời đại công nghiệp

Cơ giới hóa đã bùng phát mạnh mẽ đầu tiên ở Anh Quốc và biến đất nước này thành công xưởng của thế giới. Ngành hàng hải với khả năng đóng tàu lớn đã giúp Anh xây dựng hải quân hùng hậu. Sức mạnh do nền công nghiệp mang lại chúng cho phép nước Anh sở hữu sức mạnh vượt trội hơn bất cứ quốc gia châu Âu nào. Chỉ trong thời gian ngắn cuối thế kỷ 19, Anh Quốc đã chinh phục hàng loạt quốc gia châu Á và châu Phi, hoàn thành tạo lập một đế quốc rộng lớn nhất trong lịch sử. Sau thời kỳ chinh phạt, Anh Quốc ngự trị các vùng đất trải dài trên khắp các châu lục, các thuộc địa chiến lược ven biển trở thành địa điểm kết nối mạng lưới đế quốc, bổ sung than đá hơi nước và đạn dược cho các hạm đội Hải quân hoàng gia, khiến Anh Quốc có thể nhanh chóng đưa quân dập tắt mọi cuộc nổi loạn ở bất cứ đâu dù là xa xôi. Bên cạnh các tuyến hàng hải do Hải quân hoàng gia làm chủ, Anh xây dựng mạng lưới đường sắt rộng khắp đế quốc của mình, góp phần giúp Anh dùng vũ lực ổn định tình hình thuộc địa. Như vậy, cơ giới hóa không chỉ mang đến lợi thế chiến tranh, mà nó còn đảm bảo cho lợi thế của quốc gia đó kéo dài trong thời bình, đảm bảo cho sự thống trị lâu dài các dân tộc.
Chính cơ giới hóa đã tạo khả năng làm chủ thời gian và không gian, với phương tiện vận tải nhanh chóng, quân đội tiết kiệm thời gian di chuyển, mau chóng đưa đến vùng chiến sự. Ưu điểm của khả năng này thật sự đáng kể khi chúng ta xem xét một đế quốc trước đế quốc Anh là Pháp. Nước Pháp dưới quyền Napoleon đã chiếm gần hết châu Âu, quân Pháp đặt chân vào Nga năm 1812. Nhưng khả năng nguồn lực vật chất và vận tải của Pháp lúc đó không giống đế quốc Anh sau này, khi quân viễn chinh Pháp mở rộng, họ đánh bại các đối thủ, băng ngang qua các vùng đất và tiếp tục đi xa hơn, đó cũng là lúc Pháp yếu đi. Đế quốc ngày càng mở rộng cũng là lúc nó dễ tan vỡ. Một mạng lưới giao thông trải rộng ngày càng xa và trở nên nguy hiểm, hậu cần quân sự vì thế khó mà đến được quân viễn chinh Pháp, các lực lượng hộ tống cũng trở nên mỏng và dễ tổn thương hơn. Điểm yếu khác là khả năng thông tin liên lạc cũng yếu đi cùng lúc với khả năng cung ứng hậu cần. Các vùng bị chiếm đóng bắt đầu nổi loạn và đế quốc Pháp bắt đầu lung lay.
Như thế, chính việc cơ giới hóa đã tạo nên nguồn lực khổng lồ cho sức mạnh của quốc gia, và việc cơ giới hóa chiến tranh mang nguồn sức mạnh này bành trướng ra bên ngoài, chinh phục thế giới, cũng như đảm bảo ưu thế lâu dài cho nước thống trị. Chiến tranh là sự tiếp nối của chính trị, với khả năng ưu thắng của năng lực chiến tranh đã thúc đẩy nền chính trị Anh Quốc và sau đó là các nước châu Âu khác xâm chiếm và thống trị thế giới. Các cường quốc châu Âu khác chạy theo bắt kịp Anh Quốc chỉ một thời gian sau đó. Sự cạnh tranh quyền lực đã đẩy các nước vào chiến tranh. Với khả năng sản xuất do cơ giới hóa mang lại đã đặt các cường quốc châu Âu vào chiến tranh tổng lực, hai cuộc chiến tranh thế giới đã tàn phá kiệt quệ châu Âu.

### Sách
- Charles Stephenson (2021), Stalin's War on Japan: The Red Army's 'Manchurian Strategic Offensive Operation', 1945, Pen and Sword Military.
- Hans J.Morgenthau (1974), Chính trị và bang giao quốc tế, tập 2, Hiện đại Thư Xã. (bằng tiếng Việt)
- Hedberg Jonas (1987). Kungliga artilleriet: Det ridande artilleriet (bằng tiếng Thụy Điển). Stockholm. ISBN 91-85266-39-6.{{Chú thích sách}}:  Quản lý CS1: địa điểm thiếu nhà xuất bản (liên kết)
- Huang FengLin (2020), Lý thuyết về thế giới lưỡng cực: Con đường dẫn đến chủ nghĩa cộng sản được tìm thấy trong cấu trúc tiến hóa của lịch sử thế giới, FengLin Huang.
- James Fairgrieve (1941), Geography and World Power, xuất bản lần thứ 8, London: University of London Press Ltd.
- Vasil Teigens, Súng: Từ sơ khai đến kiểm soát vũ khí, Cambridge Stanford Books.

### Tạp chí
- Clifford J. Rogers (1993). "The Military Revolutions of the Hundred Years' War". The Journal of Military History. Quyển 57 số 2. doi:10.2307/2944058. ISSN 1543-7795. JSTOR 2944058.